# Lona la sauvageonne
Pour plus de détails, voir Fiche technique et Distribution.
Lona la sauvageonne (titre original : Rainbow Island) est un film américain réalisé par Ralph Murphy, sorti en 1944.

## Fiche technique
- Titre : Lona la sauvageonne
- Titre original : Rainbow Island
- Réalisation : Ralph Murphy
- Scénario : Walter DeLeon et Arthur Phillips d'après une histoire de Seena Owen
- Production : E.D. Leshin (producteur associé)
- Société de production et de distribution : Paramount Pictures
- Musique : Roy Webb
- Arrangements vocaux : Joseph J. Lilley
- Chorégraphe : Daniel Dare
- Photographie : Karl Struss
- Montage : Arthur P. Schmidt
- Direction artistique : Haldane Douglas (en) et Hans Dreier
- Décors : George Sawley (en)
- Costumes : Edith Head
- Effets spéciaux : Gordon Jennings
- Pays de production :  États-Unis
- Format : Couleur (Technicolor) - 35 mm - 1,37:1 - Son : Mono (Western Electric Mirrophonic Recording)
- Genre : Film musical, aventure et comédie romantique
- Durée : 98 minutes
- Dates de sortie :
  - États-Unis : 5 septembre 1944
  - France : 31 décembre 1947

## Distribution
- Dorothy Lamour : Lona
- Eddie Bracken : Toby Smith
- Gil Lamb (en) : Pete Jenkins
- Barry Sullivan : Ken Masters
- Forrest Orr : Dr Curtis
- Anne Revere : Reine Okalana
- Reed Hadley : Grand prêtre Kahuna
- Marc Lawrence : Alcoa
- Adia Kuznetzoff : le bourreau
- Olga San Juan : Miki
- Elena Verdugo : Moana

Acteurs non crédités :
- Yvonne De Carlo : Une amie de Lona
- Alex Montoya : Un garde de la reine